# Tennis aux Jeux olympiques de 1896
Pour un article plus général, voir Tennis aux Jeux olympiques d'été.
Les épreuves de tennis aux Jeux olympiques de 1896 d'Athènes se déroulent sur des courts en terre battue de l'Athens Lawn Tennis Club, du 8 au 11 avril. Certains matchs se sont disputés sur les deux courts construits sur le vélodrome de Néon Phaléron.
Deux épreuves masculines figurent au programme (simple et double messieurs), les femmes n'étant autorisées à concourir qu'à Paris en 1900.

## Faits marquants
Les organisateurs décident de répartir les joueurs dans quatre groupes (A, B, C, D), afin que les vainqueurs puissent s'affronter en demi-finale, chose qui n'a par ailleurs pas été le cas dans le double messieurs.
Les compétitions ne relèvent peu d'intérêt en raison de l'absence de joueurs notable. Les joueurs britanniques et les américains qui dominent le tennis à l'époque ne sont pas présents. Au premier jour des Jeux, seul un concurrent français était inscrit parmi les athlètes étrangers. Les organisateurs ont dû alors convaincre d'autres participants de disputer le tournoi, à savoir l'haltérophile hongrois Momcsilló Tapavicza, le lanceur de disque George Robertson ou encore les athlètes Friedrich Traun et Teddy Flack, ce dernier étant double médaillé d'or sur 800 et 1500 mètres. John Pius Boland était quant à lui présent à Athènes en tant que simple touriste lorsqu'on l'invita à s'inscrire pour le tournoi de tennis.
Les premiers matchs se déroulent sur le vélodrome après la course des 100 km. Les principales têtes couronnées quittent les lieux avant le début des rencontres en raison du mauvais temps.
L'Irlandais John Pius Boland gagne le tournoi en simple, l'emportant sur le Grec Dionýsios Kásdaglis en finale. Il remporte également le double messieurs avec l'Allemand Friedrich Traun qu'il a affronté au premier tour. Ils battent en finale la paire grecque Dionýsios Kásdaglis - Dimítrios Petrokókkinos.

## Podiums

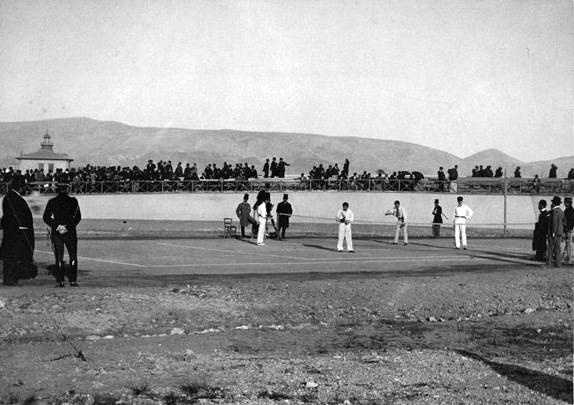
Finale du double messieurs.

Les médailles ont été attribuées rétroactivement par le Comité international olympique. En 1896, seuls les deux premiers de chaque épreuve recevaient une récompense (en l'espèce, une médaille d'argent).
| Épreuve          | Or                               | Argent                                      | Bronze                          | Bronze              |
| Simple messieurs | John Pius Boland                 | Dionýsios Kásdaglis                         | Konstantínos Paspátis           | Momcsilló Tapavicza |
| Double messieurs | John Pius Boland Friedrich Traun | Dionýsios Kásdaglis Dimítrios Petrokókkinos | Teddy Flack George S. Robertson |                     |

## Tableau des médailles par pays
| Rang | Pays             | Médaille d'or, Jeux olympiques | Médaille d'argent, Jeux olympiques | Médaille de bronze, Jeux olympiques | Total |
| 1    | Équipe mixte     | 1                              | 1                                  | 1                                   | 3     |
| 2    | Royaume-Uni      | 1                              |                                    |                                     | 1     |
| 3    | Royaume de Grèce |                                | 1                                  | 1                                   | 2     |
| 4    | Hongrie          |                                |                                    | 1                                   | 1     |

## Simple messieurs
|  |                       |            |             |            |            |   |  |        |        |        |        |        |
|  | 1/2 finale            | 1/2 finale | 1/2 finale  | 1/2 finale | 1/2 finale |   |  | Finale | Finale | Finale | Finale | Finale |
|  |                       |            |             |            |            |   |  |        |        |        |        |        |
|  |                       |            |             |            |            |   |  |        |        |        |        |        |
|  | Dionýsios Kásdaglis   |            |             |            |            |   |  |        |        |        |        |        |
|  |                       |            |             |            |            |   |  |        |        |        |        |        |
|  | Momcsilló Tapavicza   |            |             |            |            |   |  |        |        |        |        |        |
|  | Dionýsios Kásdaglis   |            | 3           | 1          |            |   |  |        |        |        |        |        |
|  | Dionýsios Kásdaglis   |            |             |            |            |   |  |        |        |        |        |        |
|  |                       |            | John Boland |            | 6          | 6 |  |        |        |        |        |        |
|  | John Boland           |            | John Boland |            | 6          | 6 |  |        |        |        |        |        |
|  |                       |            |             |            |            |   |  |        |        |        |        |        |
|  | Konstantínos Paspátis |            |             |            |            |   |  |        |        |        |        |        |
|  |                       |            |             |            |            |   |  |        |        |        |        |        |

## Double messieurs
|  |                                             |            |                                               |            |            |   |   |        |        |        |        |        |
|  | 1/2 finale                                  | 1/2 finale | 1/2 finale                                    | 1/2 finale | 1/2 finale |   |   | Finale | Finale | Finale | Finale | Finale |
|  |                                             |            |                                               |            |            |   |   |        |        |        |        |        |
|  |                                             |            |                                               |            |            |   |   |        |        |        |        |        |
|  | John Boland Friedrich Traun                 |            |                                               |            |            |   |   |        |        |        |        |        |
|  |                                             |            |                                               |            |            |   |   |        |        |        |        |        |
|  |                                             |            |                                               |            |            |   |   |        |        |        |        |        |
|  | John Boland · Friedrich Traun               |            | 5                                             | 6          | 6          |   |   |        |        |        |        |        |
|  | John Boland · Friedrich Traun               |            |                                               |            |            |   |   |        |        |        |        |        |
|  |                                             |            | Dionýsios Kásdaglis · Dimítrios Petrokókkinos |            | 7          | 4 | 1 |        |        |        |        |        |
|  | (AUS) Teddy Flack · George Robertson        |            | Dionýsios Kásdaglis · Dimítrios Petrokókkinos |            | 7          | 4 | 1 |        |        |        |        |        |
|  |                                             |            |                                               |            |            |   |   |        |        |        |        |        |
|  | Dionýsios Kásdaglis Dimítrios Petrokókkinos |            |                                               |            |            |   |   |        |        |        |        |        |
|  |                                             |            |                                               |            |            |   |   |        |        |        |        |        |